# Litophyton
Genre
Litophyton est un genre de cnidaires anthozoaires de la famille des Alcyoniidae. Ce sont des « coraux mous ».

## Liste des espèces
Voir (en) WoRMS : Litophyton Forskål, 1775 (+ liste espèces)

## Galerie

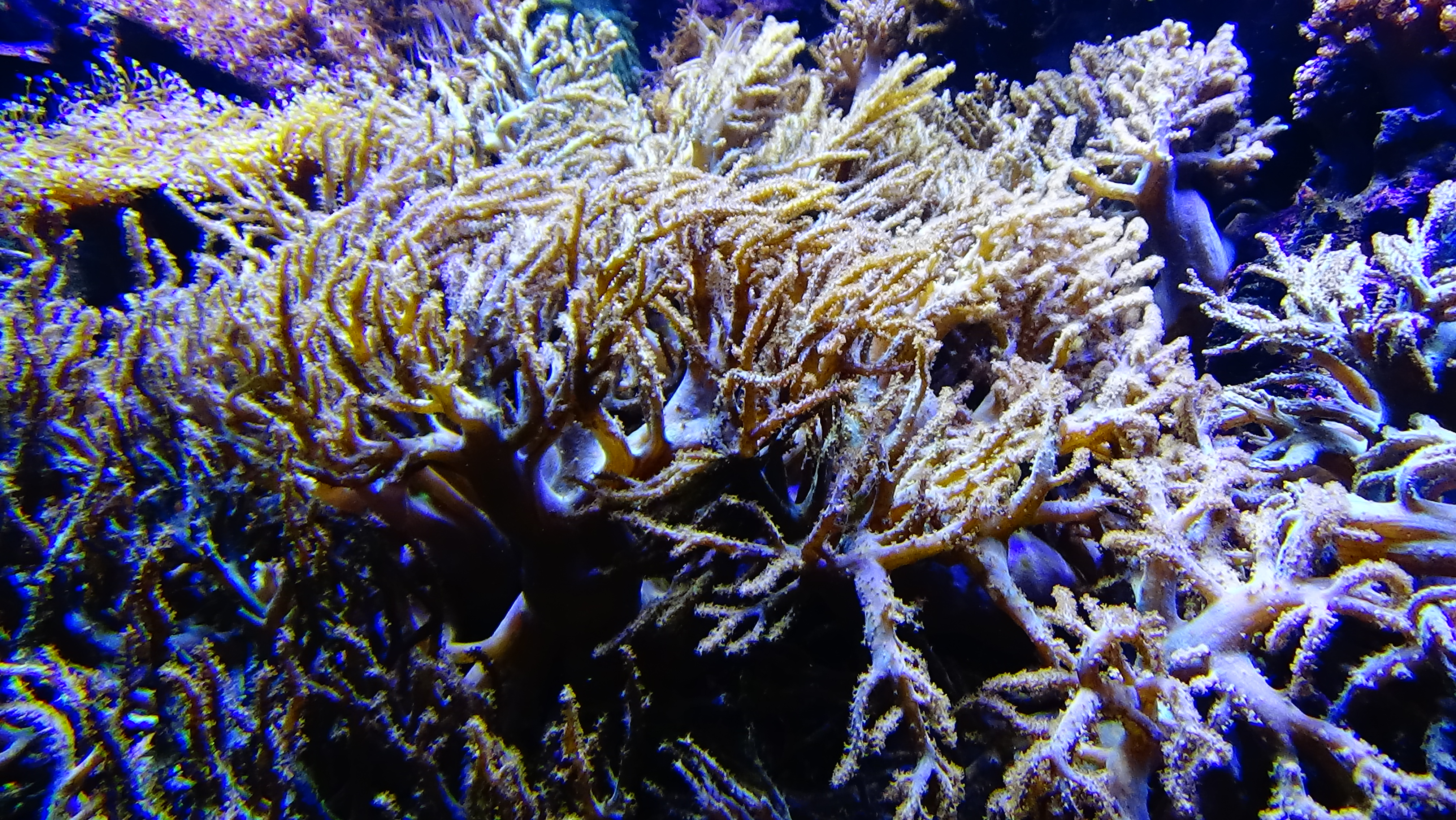
Litophyton arboreum ou Corail brocoli à l'Aquarium du palais de la Porte Dorée
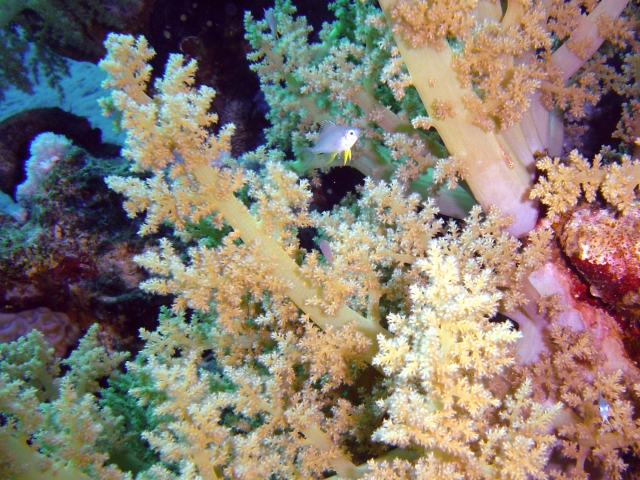
Litophyton arboreum